# Джерело Пресвятої Трійці
Джерело Пресвятої Трійці — гідрологічна пам'ятка природи в Україні.

## Розташування
Джерело знаходиться на вул. Зеленій, за 100 м на схід від колії в селищі Великій Березовиці Тернопільського району Тернопільської області.

## Історія каплиці
Над джерелом збудована каплиця. Наріжний камінь освячено єпископом Йосафатом (Говерою) в 1992 році. Фундаторами будівництва стали сім'ї Гучаків та Костюків. Каплиця освячена 14 жовтня 2010 року.

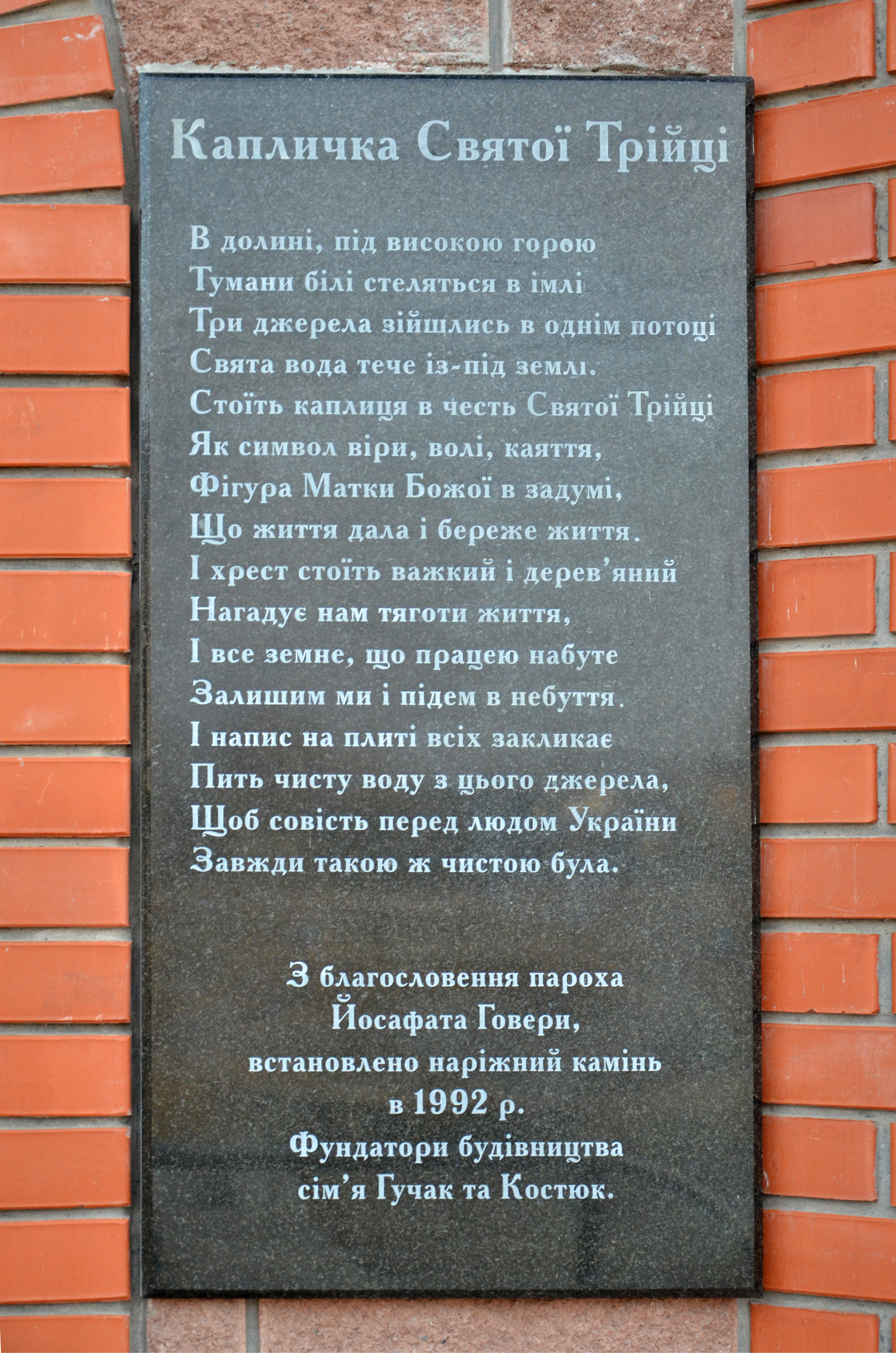
Табличка з віршем
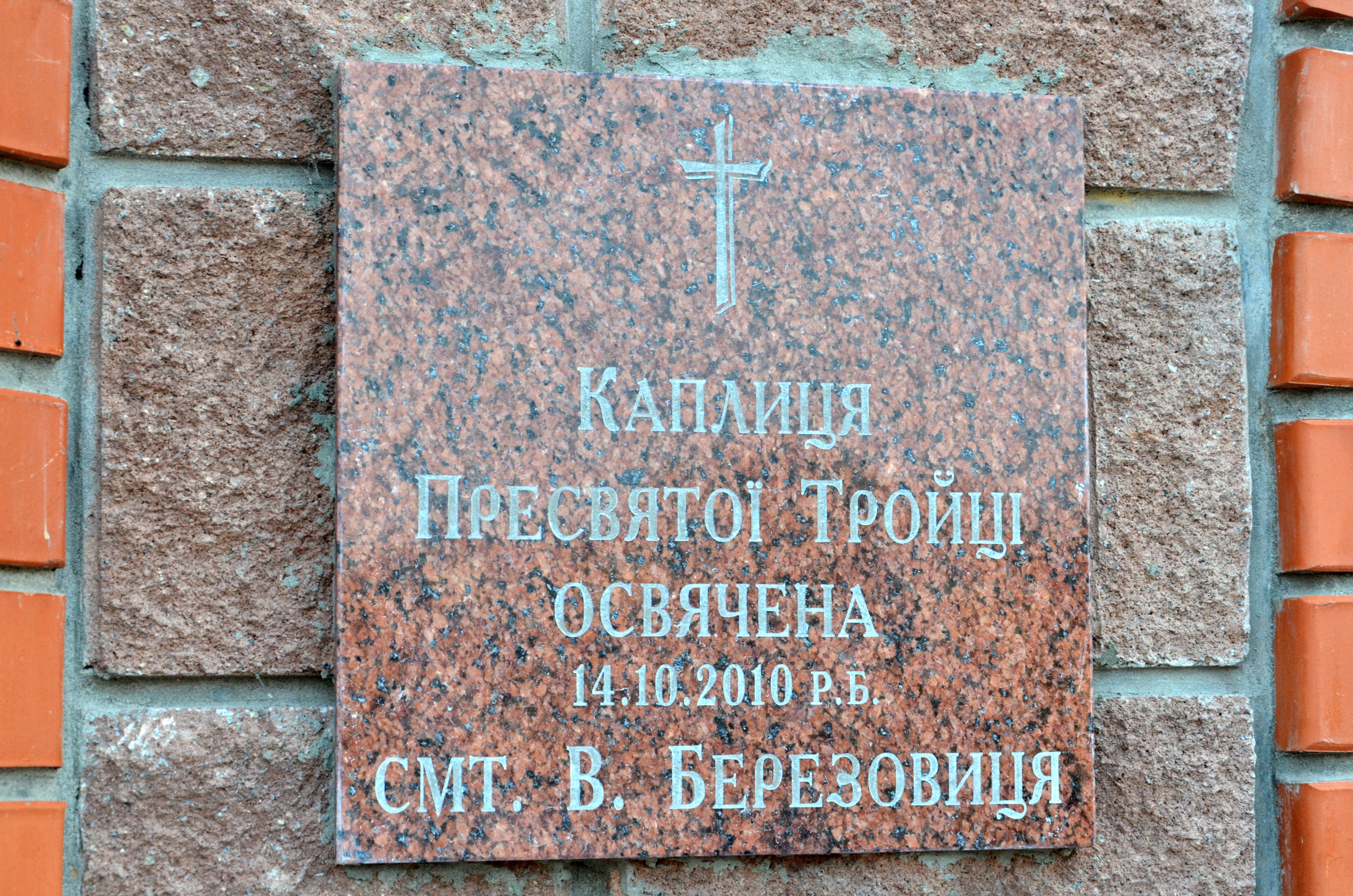
Табличка про освячення
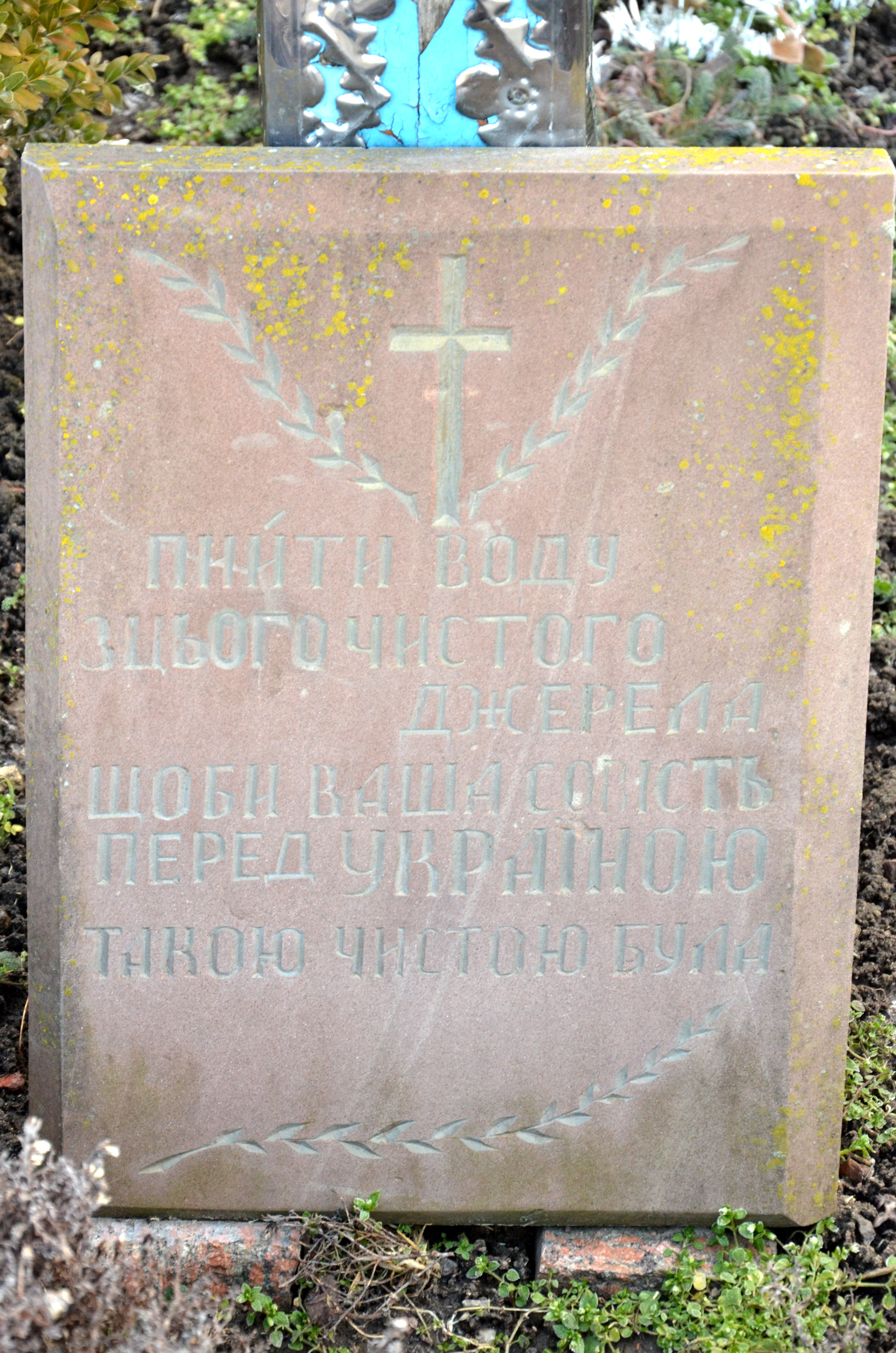
Плита з віршем

## Пам'ятка

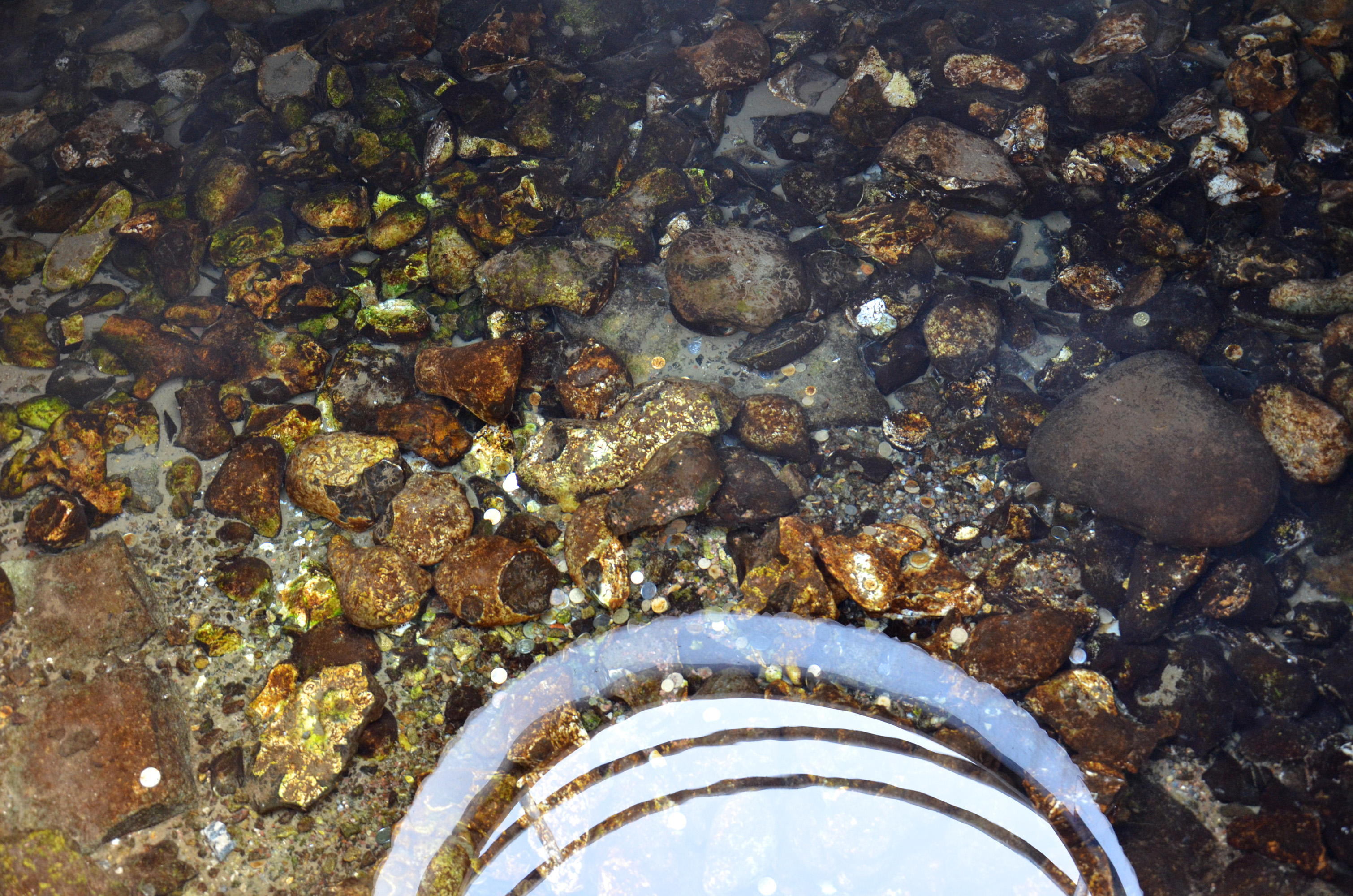
Джерело Пресвятої Трійці

Оголошена об'єктом природно-заповідного фонду рішенням № 74 другої сесії Тернопільської обласної ради шостого скликання від 10 лютого 2016 року.
Площа 0,23 га.
Під охороною та збереженням джерело питної води, що має природоохоронну, водорегуляторну, еколого-освітню, історико-культурну, господарську та естетичну цінність.
Перебуває у віданні Великоберезовицької селищної рада.